# カン・ハンナ
カン・ハンナ（1981年9月5日 - ）は、日本で活動する韓国出身の起業家、タレント、歌人である。株式会社 BEAUTY THINKER の代表取締役 CEO(コスメブランド「mirari」創業者)。所属芸能事務所は株式会社ホリプロ。
韓国で活動している同姓同名の女優とは別人である。

## 概要
ソウル特別市出身。淑明女子大学校卒業。韓国でニュースキャスター、経済専門チャンネルのMC（司会）、コラムニストなどの活動を経て、2011年に来日。元数学オリンピック韓国代表。
来日後、NHK Eテレ『NHK短歌』にレギュラー出演する一方で、NHK「趣味どきっ！」、テレビ東京『未来世紀ジパング』で韓国事情を語るなど、多方面で活動中。
また、2016年から3年連続「角川短歌賞」に入選し、母国語ではない初めての外国人として歌壇で話題を呼んだ。2019年12月には第一歌集『まだまだです』(角川)を出版し、「Newsweek」、「読売新聞」、「日経新聞」などでの取材が殺到するほど、注目の歌人デビューを果たした。角川短歌2021年3月には、歌壇に新風をもたらす歌人を表彰する「第 21 回現代短歌新人賞」を受賞。『短歌』(角川)や『NHK 短歌』(NHK出版)で連載活動をするなど短歌界での活躍の幅を広げている。
2019年には、ビューティーに関連したビジネスを展開する株式会社BEAUTY THINKERを立ち上げ、2020年11月より100%ヴィーガンコスメブランド「mirari」をローンチ。ブランドローンチから2年で開発した商品の取り扱い店舗が、百貨店や高級セレクトショップを中心に100店舗近くにのぼるなど、起業家としても注目を浴びている。  
2015年3月に横浜国立大学大学院都市イノベーション学府にて博士前期課程を修了し、2023年3月には横浜国立大学大学院都市イノベーション学府にて優秀な成績で修了した者に贈られる賞とともに博士号(社会学)を取得している。主な研究分野は、韓国、日本、中国など東アジアを中心にグロー バルメディア社会学と比較文化研究である。
国際社会学者として、2022年7月には初のビジネス書『コンテンツ・ボーダーレス』(クロスメディア・パブリシング)を出版。現在、『Newsweek』の連載コラム「Tokyo Eye」などでも執筆活動をしている。経済メディア「NewsPicks」プロピッカーでもあり、NewsPicksの生配信番組「THE UPDATE」や「WEEKLY OCHIAI」をはじめ、Abema TVの「ABEMA Prime」、TOKYO MXテレビの報道情報番組「堀潤モーニングFLAG」へ国際社会学者(コメンテーター)として出演するなど多方面で活躍している。その他、iU情報経営イノベーション専門職大学の超客員教授に就任している。 
2023年6月、日本人男性と結婚したことを同年7月に発表した。 

## 活動
- 2016年、「雲の中スピード出して」で第62回角川短歌賞佳作。2017年、「膨らんだ風船抱いて」で第63回角川短歌賞次席。2018年、「千百キロメートルの因数分解」で第64回角川短歌賞佳作[5][6]。外国語を母語とする者としては初めての入選者として話題を呼ぶ。2020年には第一歌集『まだまだです』で第21回現代短歌新人賞を受賞した。
- 2019年10月に、ビューティーに関連したビジネスを展開する株式会社BEAUTY THINKERを立ち上げ、2020年11月より100%ヴィーガンコスメブランド「mirari」をローンチすることをきっかけに起業家としても活躍中。ブランドローンチから2年で開発した商品の取り扱い店舗が百貨店や高級セレクトショップを中心に100店舗近くにのぼるなど、起業家としても注目を浴びている。
- 2022年7月には初のビジネス書『コンテンツ・ボーダーレス』(クロスメディア・パブリシング)を出版。 K-POPや韓国ドラマなど韓国コンテンツが世界を熱狂させている戦略を国際社会学者の視点から分析している書籍である。
- 2015年3月に横浜国立大学大学院都市イノベーション学府にて博士前期課程を修了し、2023年3月には横浜国立大学大学院都市イノベーション学府にて優秀な成績で修了した者に贈られる賞とともに博士号(社会学)を取得している。主な研究分野は、国際文化社会研究で韓国、日本、中国など東アジアを中心にメディア社会学と文化研究である。
- 2018年10月から経済メディア『NewsPicks』で プロピッカーとして活動をしており、生配信番組「THE UPDATE」や「WEEKLY OCHIAI」にも出演する他、Abema TVの「ABEMA Prime」、TOKYO MXテレビの報道情報番組「堀潤モーニングＦＬＡＧ」へ国際社会学者（コメンテーター）として出演するなど多方面で活躍している。主に、国際政治関係や東アジア関連ビジネス、ビューティー産業などに専門家としてコメントをしている。
- 執筆活動にも精力を上げ、2019 年からはクーリエ・ジャポンで「なぜ世界は韓国カルチャーに熱狂するのか」[7]という連載コラムを連載していた。 また、2022年11月から『NewsPicks』(ニューズウィーク日本版)の「外国人リレーコラム Tokyo Eye」に連載している。

## エピソード
- 韓国時代から仕事[9]や旅行などで日本に20回以上来るほど日本のことに興味を持ち、日本文化が好きになって2011年に来日。日本語をほとんど話せないまま来日したが、日本のドラマやバラエティ番組を見て習得した。韓国では日本への旅行エッセイを含め8冊ほどの本を出版している。
- 一番の趣味が勉強で、タレント活動をしながら横浜国立大学大学院都市イノベーション学府に入学。修士課程を卒業した後も、そのまま博士後期課程へ進学する。
- 新海誠監督のアニメーション映画『言の葉の庭』を観たことをきっかけに、映画に登場した万葉集の和歌に興味を持つ。NHK『短歌de胸キュン』へのレギュラー出演をきっかけに短歌をはじめることになり、番組出演から丸2年になった時に初めて応募した「角川短歌賞」に佳作（2016年）で入選。そこから3年連続で角川短歌賞に入選し、日本で歌人デビューを果たしている。番組の講師である佐伯裕子を師と仰いでいる。2020年には第21回現代短歌新人賞を受賞。
- パンが大好きで、日本に来てから都内のパン屋さんを600店舗以上回り、手作りのパンマップを作っている。パンシェルジュというパン関連の資格を取るほどのパンマニア。パンの見た目だけでパン屋さんを当てるほどパンを食べている。SNSなどでパン関連の話題の時には「パンハンナ」と名乗っている。
- 趣味は神社巡り、囲碁、料理、ヨガ、マラソンなど。特に、中学生の時に韓国の囲碁大会で準優勝するほど10代には囲碁を極めていた。
- 数々の著書や連載では、女性としての生き方について綴っており、彼女の生き方が多くの女性の共感を呼んでいる[10]。雑誌『Hanako』の連載「X+Y=Me 今の私を作ったもの」のインタビューでは、彼女の生き方に影響を与えたのは、「相手に求めるよりまずは相手を理解し、愛する。」というマザー・テレサの言葉であったとも答えている[11]。また、彼女が手がけるコスメブランド「mirari」のブランド哲学[12]からは、彼女独自の美に対 する考え方や世界観が強く反映されていることもわかる。
- 2019年10月にビューティーに関連したビジネスを展開する株式会社 BEAUTY THINKER を立ち上げ、 2020年11月より100%ヴィーガンコスメブランド「mirari」をローンチすることをきっかけに起業家と しても活躍中。「Do you know yourself?」「You are not alone.」「Just for you, Only for you.」といった現代の女性に語りかけるブランド独自の哲学が共感を呼び、年々店舗展開を広げている。
- 「mirari」の顧客を「mi-you(mirari is you の略)」と呼んでおり、一人一人に向き合うといったコンセプトを大事にしている。ブランドの公式 YouTubeでは彼女自身が mi-you と1対1で涙ながら対話する「secret mirari time」の様子が映されている[13]。
- 起業家活動と並行し歌人としての活動にも精力を上げており、NHK 短歌テキストで短歌写真部の部長として活動している。2023年3月には短歌写真部の1周年記念として、展示会が行われた。

## 出演

### テレビ番組
- まれ（2015年、NHK） - 作品内ドラマでの韓国女優役
- 韓Fes（2015年、J:COM）  - レギュラー出演
- なるほどストリート（2016年、テレビ東京）
- 短歌de胸キュン（2014年 - 2017年、NHK） - レギュラー出演
- 観覧車回れよ回れ！モデルの短歌日記 3・4（2016年 - 2017年、NHK）
- 未来世紀ジパング（2017年 - 、テレビ東京） - 韓国関連のテーマを扱う回に出演
- テダネ女子旅！済州島!!〜済州島のオススメスポット情報〜（2018年9月22日/29日、青森テレビ/BS-TBS）[14]
- Eテレ 趣味どきっ！（2019年、NHK） - 「パンのある幸せ」編にパン好きタレントとして出演
- NHK短歌（2016年 - 、NHK） - レギュラー。2017年までアシスタントとして出演した後、2018年からレギュラー出演者として出演した後、2018 年から2023年3月の番組編成までレギュラー出演者として出演。
- 堀潤モーニングＦＬＡＧ(2023年6月 - 、TOKYO MXテレビ) - 朝の報道情報番組にコメンテーターとして出演

### ラジオ番組
- 大きなツリーの木の下で〜from SKY TREE TOWN STUDIO〜（2013年 - 2014年、文化放送） - 準レギュラー
- カン・ハンナのポップK（2018年 - 、信越放送/南海放送/大分放送）[15]
- ステップアップ ハングル講座（2022年10月 - 12月、NHK）再放送中

### 舞台
- いつだって最高の友達（2017年7月、新宿シアターモリエール） - ウエダジュリ役[16]

## 執筆活動

### 著書
- 『まだまだです』2019年12月(角川書店)
- 『コンテンツ・ボーダーレス』2022年7月(クロスメディア・パブリシング)

### 雑誌
- 『短歌』 2018年8月号(角川文化振興財団) -「特別座談会 萩原慎一郎 歌集 滑走路を読む」論者として
- 『NHK短歌』2022 年４月号(NHK出版)2022年４月号より -「短歌写真部」連載中
- 『Newsweek』(ニューズウィーク日本版)2022年8月16日号 - 特集「世界が称賛する日本の暮らし」執筆
- 『短歌』2022年10月号(角川文化振興財団)より - 「家族の歌」連載中
- 『Newsweek』(ニューズウィーク日本版)2022年11月1日号 -「外国人リレーコラム Tokyo Eye」連載中

## 関連記事
- 「短歌との出会いで変わった私の人生～歌人カン・ハンナさんインタビュー（前編）」(2020年2月19日、「ENGLISH JOURNAL」の記事)[17]
- 「自分の直感を信じて生きていきたい～歌人、カン・ハンナさんインタビュー（後編）」(2020年2月26日、「ENGLISH JOURNAL」の記事)[18]
- 「カン・ハンナさん『まだまだです』インタビュー韓国出身の歌人は『短歌と出会う運命だった』」(2020年7月19日、「好書好日」の記事)[19]
- 「カン・ハンナ、第21回現代短歌新人賞を受賞」(2020年12月21日、「PR times」の記事)[20]